# Yoshihide Kiryu
Yoshihide Kiryu, född den 15 december 1995 i Hikone, är en japansk friidrottare.
Han tog OS-silver på 4 x 100 meter stafett i samband med de olympiska friidrottstävlingarna 2016 i Rio de Janeiro..